# Ibajay (Aklan)
Ibajay is een gemeente in de Filipijnse provincie Aklan in het noordwesten van het eiland Panay. Bij de laatste census in 2007 had de gemeente bijna 43 duizend inwoners.

## Geografie

### Bestuurlijke indeling
Ibajay is onderverdeeld in de volgende 35 barangays:
| - Agbago - Agdugayan - Antipolo - Aparicio - Aquino - Aslum - Bagacay - Batuan - Buenavista - Bugtongbato - Cabugao - Capilijan | - Colongcolong - Laguinbanua - Mabusao - Malindog - Maloco - Mina-a - Monlaque - Naile - Naisud - Naligusan - Ondoy - Poblacion | - Polo - Regador - Rivera - Rizal - San Isidro - San Jose - Santa Cruz - Tagbaya - Tul-ang - Unat - Yawan |

## Demografie
Ibajay had bij de census van 2007 een inwoneraantal van 42.742 mensen. Dit zijn 3.099 mensen (7,8%) meer dan bij de vorige census van 2000. De gemiddelde jaarlijkse groei komt daarmee uit op 1,04%, hetgeen lager is dan het landelijk jaarlijks gemiddelde over deze periode (2,04%).

## Geboren in Ibajay
- Alejandro Melchor sr. (9 augustus 1900), civiel ingenieur, militair en kabinetslid (overleden 1947).